# ليون جاردينر تايلر
ليون جاردينر تايلر (بالإنجليزية: Lyon Gardiner Tyler) (و. 1853 – 1935 م) هو مؤرخ من الولايات المتحدة الأمريكية .

## التعليم
تعلم في جامعة فرجينيا.